# Takeši Vatanabe
Takeši Vatanabe (japonsko 渡辺 毅), japonski nogometaš, * 10. september 1972.
Za japonsko reprezentanco je odigral eno uradno tekmo.